# Aelia Eudoxia
Aelia Eudoxia (n. secolul al IV-lea d.Hr. – d. 6 octombrie 404 d.Hr., Constantinopol, Imperiul Roman de Răsărit) o împărăteasă a Imperiului Roman de Răsărit, soția lui Arcadius și inamica arhiepiscopului Ioan Gură de Aur.